# Toronaeus suavis
Toronaeus suavis là một loài bọ cánh cứng trong họ Cerambycidae.